# Zdzisław Siedlewski
Zdzisław Teofil Siedlewski (ur. 17 listopada 1921 w Przyraniu, zm. 3 grudnia 1977 w Zakopanem) – polski rzemieślnik i działacz spółdzielczy, poseł na Sejm PRL III (1961–1965), IV (1965–1969) i VII kadencji (1976–1977), wiceminister handlu wewnętrznego oraz handlu wewnętrznego i usług (1969–1976).

## Życiorys

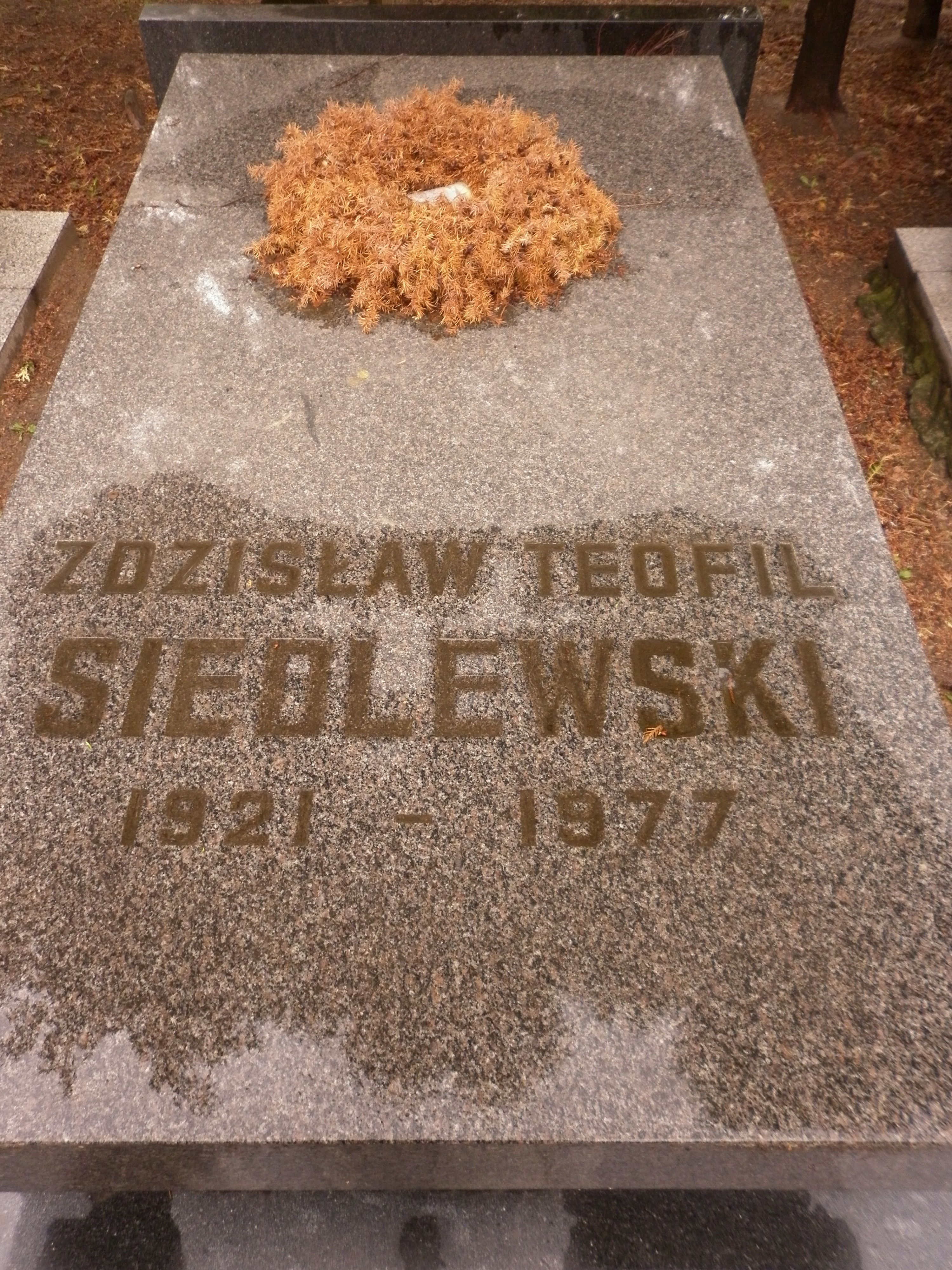
Grób Zdzisława Siedlewskiego na Powązkach

W czasie II wojny światowej wywieziony na roboty przymusowe do Szczecina, w którym pozostał po wyzwoleniu. W 1945 rozpoczął pracę w Zarządzie Miejskim, następnie zatrudniony w Wojewódzkim Zarządzie Stronnictwa Pracy jako sekretarz. Został absolwentem Akademii Handlowej w Szczecinie (1950) oraz Politechniki Szczecińskiej (1954). Po zakończeniu nauki pełnił obowiązki dyrektora w Zakładzie Doskonalenia Rzemiosła. Od 1952 do 1954 pracował jako wicedyrektor Szczecińskich Zakładów Przemysłu Piekarniczego, w latach 1954–1961 wiceprezes Zarządu Wojewódzkiego Związku Spółdzielczości Pracy. Przez długi okres pełnił obowiązki wiceprezesa Rady Centralnego Związku Spółdzielczości Pracy oraz członka Naczelnej Rady Spółdzielczej.
Od 1947 do 1961 był radnym Wojewódzkiej Rady Narodowej w Szczecinie, w latach 1957–1961 zasiadał w jej prezydium. W 1950 przystąpił do Stronnictwa Demokratycznego (zasiadał w jego najwyższych władzach – jako członek prezydium i sekretarz Centralnego Komitetu, wcześniej był sekretarzem Wojewódzkiego Komitetu w Szczecinie). Stronnictwo rekomendowało go do Sejmu III kadencji w okręgu Stargard. Był członkiem Komisji Przemysłu Lekkiego, Rzemiosła i Spółdzielczości Pracy. W 1965 ponownie znalazł się w Sejmie (z tego samego okręgu), zasiadał w Komisji Planu Gospodarczego, Budżetu i Finansów. W 1969 objął obowiązki podsekretarza stanu w Ministerstwie Handlu Wewnętrznego, a po reorganizacji resortu w Ministerstwie Handlu Wewnętrznego i Usług (1972–1976). W 1976 powrócił na krótki okres do pracy parlamentarnej jako poseł z okręgu Gdańsk. Pracował w Komisjach Mandatowo-Regulaminowej (jako wiceprzewodniczący) oraz Planu Gospodarczego, Budżetu i Finansów.
Odznaczony Krzyżem Komandorskim (1974) i Kawalerskim (1964) Orderu Odrodzenia Polski, Orderem Sztandaru Pracy II klasy (1969), Złotym (1958) i Srebrnym (1956) Krzyżem Zasługi, Medalem 10-lecia Polski Ludowej (1955), Medalem 30-lecia Polski Ludowej (1974), Srebrnym Medalem za Zasługi dla Obronności Kraju (1973) oraz Odznaką i Medalem Gryfa Pomorskiego. Miał brata Włodzimierza – ekonomistę, dziennikarza i urzędnika państwowego. Został pochowany w Alei Zasłużonych Cmentarza Komunalnego na Powązkach w Warszawie (kwatera B4-tuje-18).